# Tsar Kolokol
Tsar Kólokol (Царь-колокол en ruso), que significa campana Zar, es una enorme campana que se exhibe en el Kremlin de Moscú, Rusia. Se trata de una de las campanas existente más grandes del mundo. La campana fue encargada por la emperatriz Ana de Rusia, sobrina de Pedro El Grande.
La campana pesa 202 t, con una altura de 6,14 m y un diámetro de 6,6 m. Fue fundida en bronce por los maestros Iván Motorin y su hijo Mijaíl entre 1733 y 1735. Los ornamentos, retratos e inscripciones fueron hechos por V. Kóbelev, P. Galkin, P. Kójtev, P. Serebryakov y P. Lukóvnikov.
La campana se rompió durante un incendio en 1737. En 1836, la Tsar Kólokol fue colocada en un soporte al lado de la torre del Campanario Iván el Grande. Anteriormente hubo dos campanas con el mismo nombre, un molde en el siglo XVII y en 1654 (de aproximadamente 130 t). Este último se rompió durante un incendio en 1701 y sus restos fueron utilizados para crear la Tsar Kólokol.